# Lowell W. Rooks
 Lowell Ward Rooks (* 11. April 1893 in Colton, Whitman County, Washington; † 11. Januar 1973 in Nogales, Arizona) war ein Generalmajor der United States Army. Er war unter anderem Kommandeur der 90. Infanteriedivision.

## Leben
Lowell Rooks war ein Sohn von Albert L. Rooks (1859–1932) und dessen Frau Ruth Naomi Richardson (1871–1941). Er besuchte die öffentlichen Schulen seiner Heimat und studierte dann an der Washington State University sowie der University of Washington. Aufgrund des amerikanischen Eintritts in den Ersten Weltkrieg wurde seine Studienzeit verkürzt. Stattdessen wurde er in das Offizierskorps des US-Heeres berufen. In der Armee durchlief er anschließend alle Offiziersränge vom Leutnant bis zum Zwei-Sterne-General.
Über seine Verwendung während des Ersten Weltkriegs gibt es in den Quellen keine Angaben. In seinen jüngeren Jahren versah er den für Offiziere in den niederen Rangstufen üblichen Dienst in verschiedenen Einheiten und Standorten. Zum Zeitpunkt des amerikanischen Eintritts in den Zweiten Weltkrieg war er Stabsoffizier beim United States Army War College. Danach leitete er zwischen März und Juni 1942 die Ausbildungsabteilung bei den Army Ground Forces. Anschließend war er bis Dezember 1942 Stabschef beim II. Korps.
Im Dezember 1942 wurde er zum Stab von General Dwight D. Eisenhower versetzt. Dieser war damals Oberbefehlshaber der amerikanischen Landung in Nordafrika. Er blieb in der Folge in Eisenhowers Stab und wurde Stabsoffizier in dessen Allied Forces Headquarters. Im Jahr 1944 nahm er an den Operationen in Nordfrankreich teil und war auch an der Abwehr der deutschen Ardennenoffensive beteiligt. In den Monaten Februar und März 1945 kommandierte er die 90. Infanteriedivision, die am Vormarsch der Alliierten in Deutschland teilnahm. Anschließend bekleidete er weitere Aufgaben im Stab des Alliierten Hauptquartiers in Europa. Dabei war er an der Absetzung und Verhaftung der letzten deutschen Reichsregierung unter Karl Dönitz beteiligt. Im Dezember 1945 ging Lowell Rooks in den Ruhestand.

## Letzte Jahre
Von 1945 bis 1947 leitete er die Nothilfe- und Wiederaufbauverwaltung der Vereinten Nationen (Relief & Rehabilitation Administration). Später betrieb er in Arizona eine Rinderzucht. Der mit Martha Phillips (1901–1972) verheiratete Offizier starb am 11. Januar 1973 und wurde auf dem Nationalfriedhof Arlington beigesetzt.